# Глюксбурзький замок
Глю́ксбурзький (Ґлю́ксбурзький) за́мок (нім. Schloss Glücksburg, дан. Lyksborg Slot) — один з найважливіших ренесансних замків у Північній Європі.
Замок був осередком княжих ліній роду Ґлюксбурґ і тимчасово слугував як головна резиденція данського монарха. Замок розташований у місті Глюксбург у Північній Німеччині над Фленсбурзькою затокою. Є прикладом водного замку. Княжий рід Ґлюксбурґів, члени якого споріднені майже з усіма європейськими династіями, узяв своє ім'я від замку.
Сьогодні Глюксбурський замок — одна з найвідоміших атракцій німецької землі Шлезвіг-Гольштейн. У замку розташований музей, відкритий для відвідувачів.

## Замок

### Історія

#### Від монастиря Рюде до Глюксбурзького замку
Історія сучасних замкових теренів почалася 1192 року, коли подвійний монастир святого Михаїла на Горі був розпущений. Черниць переміщено в монастир святого Івана в Шлезвігу, який існує досі, тоді як ченці покинули місце й подалися на Ґульдгольм на Ланґзее. У 1209—1210 роках ченці заснували новий цистерціанський монастир у Глюксбургу. Поблизу монастиря розташовувався старий замок типу мот-і-бейлі, частини якого збереглися до сьогодні. Так званий монастир Рюде й розлогі володіння в наступних століттях займали і врядували ченці. У тому самому часі сусіднє місто Фленсбург надалі мало кілька замків, а також велику й військово важливу фортецю Дубург, збудовану 1411 року. У перебігу Реформації 1538 року монастир Рюде був секуляризований, а 1544 року перейшов у посідання данського короля Кристіана III. Монастирські будівлі слугували як резиденція адміністратора. На початку XVI століття стан фортеці Дубург у Фленсбургу почав погіршуватися.

#### Родовий осередок старшої лінії
Історія самого замку починається 1582 року. Данський король Фредерік II обдарував свого брата Йоганна, відомого як Ганс Молодший, серед іншого землями Зундевітт, Райнфельдським монастирем і монастирем Рюде. Йоганн, який уже мав значні володіння, набув додаткових теренів. Урядування князівства перебувало великою мірою в руках його брата. Хоча Йоганн був обділеним герцогом, оскільки стани відмовили йому у васалітеті, він пробував збільшити свої статки й репутацію в інші способи. Він успішно працював як ранній підприємець. Як типовий герцог свого часу він показував свою заможність будинками, заснувавши серед іншого замки в Райнфельді й Аренсбеку, які до нашого часу не дотривали. Він оновив Сендерборзький замок, а 1582 року почав будування Глюксбурзького замку на місці, де колись розташовувалось абатство Рюде. Замок був збудований, щоб слугувати зручною сільською резиденцією для самого Йоганна і його сім'ї.
Після смерті Йоганна 1622 року герцогство Шлезвіг-Гольштейн-Зондербург було розділене між його спадкоємцями. Син Йоганна Філіпп одержав замок і землі Глюксбурга й таким чином заснував першу, найстаршу гілку дому Шлезвіг-Гольштейн-Зондербург-Глюксбург. Замок залишався резиденцією герцогів Глюксбурга протягом понад 150 років, однак маленьке титулярне герцогство надалі було досить незначне само собою. Крім того, що члени дому неодноразово одружувалися з представниками інших шляхетних родів, вони не грали практично жодної ролі в історії країни. Протягом цього часу Глюксбург був радше постійно заселеним осередком шляхетного роду, ніж придворною резиденцією. У половині XVII століття палац і сусідні будівлі містили двір, що налічував у середньому 80 осіб.
Нащадки Йоганна (пом. 1622), що мешкали в Глюксбурзькому замку після його смерті:
- Філіпп (пом. 1663);
- Христіан (пом. 1698);
- Філіпп Ернст (пом. 1729);
- Фрідріх (пом. 1766);
- Фрідріх Гайнріх Вільгельм (пом. 1779).

Зі смертю бездітного Фрідріха Гайнріха Вільгельма 1779 року найстарша гілка роду вимерла, і Глюксбурзький феод повернувся до данської королівської родини. До 1824 року вдова останнього герцога Анна Кароліна мала замок як удовину резиденцію.

#### Родовий осередок молодшої лінії
1825 року данський король Фредерік VI передав Глюксбурзький феод разом із замком своєму родичеві Фрідріху Вільгельму з роду Гольштейн-Бек. Фрідріх Вільгельм допомагав данському королеві під час Віденського конгресу, за що був наділений титулом герцога. Вихований у Данії та Пруссії, новий герцог був прямим нащадком будівника замку Йоганна III. Разом зі своєю жінкою, Луїзою Кароліною, дочкою Карла Гессен-Кассельського, він заснував молодшу лінію Глюксбурзької династії. Сам Фрідріх Вільгельм уже не жив у замку; проте його жінка мешкала в ньому до Першої шлезвізької війни. Серед їхніх десяти дітей був Кристіан, прародитель лінії Глюксбурзької династії, що й понині займає данський престол.
Данська королівська родина часто використовувала замок своїх родичів як літню резиденцію. Від 1854 року король Фредерік VII часто перебував у замку, де помер бездітним 1863 року. Згідно з Лондонським протоколом 1852 року, Кристіан IX з Глюксбурзької лінії став його спадкоємцем. При ньому замок здобув репутацію колиски Європи, тоді як сам король часто називався тестем Європи. Зі шлюбу Кристіана з Луїзою Гессен-Кассельською три дочки були одружені з представниками королівських і імператорських домів Англії та Росії: Олександра одружилася з майбутнім королем Едуардом VII, Даґмар — з майбутнім царем Олександром III, наймолодша, Тіра, — з герцогом Камберлендським. Його другий син став королем Греції Георгом I, а внук Карл став королем Норвегії. Відтоді дім Глюксбургів породичався майже з усіма значними європейськими династіями.

#### У посіданні Вільгельма I
Під час Другої шлезвізької війни 1864 року замок служив як квартири для Карла Прусського, а пізніше використовувався навіть як госпіталь і барак. З війною довга персональна унія Данської королівської родини і герцогств Шлезвіг і Гольштейн закінчилася, і замок перейшов у прусське володіння. 16 вересня 1868 прусський король Вільгельм I відвідав замок під час візиту до Фленсбурга, щоб визначити його подальшу долю й використання.
22 вересня газета Flensburger Nachrichten («Фленсбурзькі новини») написала: «[...] Глюксбург святково прикрасився до прибуття короля; було троє почесних воріт, одні в Руеталі, другі перед в'їздом у місто, треті на під'їзді до замку, і було багато прапорів і квіткових прикрас. Король прибув 16-го о 15:00, біля других почесних воріт пастор Фоґель виголосив коротку промову, яку монарх люб'язно повернув. Кілька селянських дівчат прибули в замок, щоб запропонувати батькові країни масло, хліб, сир і фрукти, а також продукти риболовлі. [...] Усе перебування в селі й у замку тривало заледве годину».
Король Вільгельм I не виказував дальшого інтересу до замку, а Міністерство війни більше його не потребувало. 1869 року король Вільгельм I найвищим декретом передав замок назад герцогській родині.

#### Повернення герцогської родини
Герцог Карл, брат короля Кристіана IX, від 1871 року знову вживав замок як постійну резиденцію. Коли він туди переїхав, його  і його жінку Вільгельміну вітала Friedrichsgarde. Відтоді замок залишається у власності родини Глюксбургів, і в ньому майже постійно мешкають представники родини Глюксбургів і їхні родичі.
Однією з найвідоміших постійних гостей замку була Августа-Вікторія, остання германська імператриця, що походила з близькоспорідненого дому Шлезвіг-Гольштейн-Зондербург-Августенбург. Августа-Вікторія часто зупинялася в Глюксбургу, оскільки регулярно відвідувала сестру Кароліну-Матільду, що була одружена з Фрідріхом Фердинандом Глюксбурзьким. Низка кімнат на першому поверсі названа на честь імператриці. Навіть Вільгельм II був частим гостем, але рідко залишався на ніч, сплячи натомість на своїй яхті. У 1907—1910 роках за наказом Вільгельма II була збудована Військово-морська школа в Мюрвіку, неподалік Глюксбурга. Школа, збудована для Імператорських військово-морських сил Німеччини, заснована на моделі Мальборкського замку і була прозвана «червоним замком».
Глюксьбурзький замок залишався головною резиденцією Глюксбургів до XX століття. Вони переїжджали в маєтки неподалік, такі як Луїзенлунд і Ґрюнгольц, поступово.

#### Період світових воєн
Будівля Глюксбурзького замку перетривали світові війни без якихось серйозних ушкоджень. Тільки замкові дзвони були захоплені й переплавлені під час Першої світової війни.
Під кінець Другої світової війни, під адміністрацією Деніца, Німеччина перенесла осідок уряду в Мюрвік у місті Фленсбург. У цей час у замку мешкав Альберт Шпеер. Там 23 травня 1945 року сили союзників його заарештували і переправили до Фленсбурга. До літа 1945 року замок виконував функції в'язниці для 200 колишніх членів Вермахту. У травні 1945 року британські війська сплюндрували замок і захопили багато коштовностей, багато з яких згодом повернено. Крім того, у гробниці відкрито 35 трун. Під час розграбування британські війська затримали герцогську сім'ю під загрозою зброї. Повернення пограбованого сталося внаслідок звернення до королеви Марії, матері короля Георга VI, яка була племінницею Фрідріха Фердинанда.
Поновне відкриття замку й музею відбулося 1948 року в християнське свято П'ятдесятниці.

#### Фонд і музей
1922 року герцогська сім'я передала замок фонду, чиєю ціллю було не тільки збереження Глюксбурга, а й надання можливості загальній публіці взаємодіяти з культурним монументом. У рамках цього проєкту велику частину замку перетворено на музей, а також відтоді в замку й оранжереї регулярно проводяться концерти й інші культурні заходи. Так, Глюксбург — одне з місць, де відбувається Музичний фестиваль Шлезвіг-Гольштейну.
У статуті некомерційного фонду його завдання сформульовано так:
Метою фонду є підтримка мистецтва й культури, а також охорона пам'ятки. Мета фонду реалізується, зокрема, в прагненні зберегти Глюксбурзький замок й інвентар, що є майном фонду, згідно з їхнім високим культурним і історичним статусом, використовувати й робити їх доступними громадськості.
Раду директорів фонду призначає сама герцогська родина. Зараз виконавчим директором є Крістоф Шлезвіг-Гольштейнський, який обіймає посаду від 1980 року. Крім членів родини, в склад ради довірених осіб входять представники землі Шлезвіг-Гольштейн, а також голова округи Шлезвіг-Фленсбург. Родина досі має права на проживання в замку. Фонд відповідає за піклування й охорону замку, який, як багато водних замків, мусить боротися з постійною вологістю. Останнім значним кроком (після правової суперечки з державою про покриття коштів) став ґрунтовний ремонт фасадів Глюксбурзького замку починаючи з 2005 року. Половина фінансових засобів розміром у 440 000 євро надійшла від ЄС, друга половина — від Державного управління охорони пам'яток, Німецького фонду охорони пам'яток, Друзів Глюксбурзького замку e. V. і різних дрібніших організацій.